# Glossaire de la chaux
Ce glossaire reprend les termes employés en maçonnerie dans l'usage de la chaux
- Haut – A
- B
- C
- D
- E
- F
- G
- H
- I
- J
- K
- L
- M
- N
- O
- P
- Q
- R
- S
- T
- U
- V
- W
- X
- Y
- Z

Anciennement, en termes de maçonnerie,

## A
- Aire, Aire simple, Aire ordinaire, Aire de moellons, Aire de chaux et ciment[1], Aire de recoupes - Voir Chape (Histoire)
- Aérienne -Chaux aérienne - Chaux qui cristallise à l'air libre. Des chaux grasses principalement, mais aussi de chaux maigres.
- Alcali, Terres alcalis ou terres alcalines - Terme de l'alchimie qui pouvait désigner la chaux.
- Auge ou gamatte - Récipient de forme rectangulaire dans lequel le maçon, ou le plâtrier gâche et entrepose le mortier ou le plâtre ; Augée - auge pleine de plâtre ou de mortier[M 1]..

## B
- Bassin - Espace carré ou circulaire, entouré de moellons ou de sable, dans lequel on éteint et détrempe la chaux[M 2]; Bassinet - Portion de chaux que peut contenir le bassin destiné pour l'éteindre et la détremper[M 2].
- Béton -Anciennement, « espèce de mortier composé de chaux et de recoupes ou petits éclats de pierre; ou bien de chaux, de ciment[1] et de cailloux broyés ensemble. Ce béton, ayant la propriété de se durcir beaucoup, est propre pour tous les ouvrages de maçonnerie qui s'exécutent dans l'eau[M 3].
- Biscuit - Pierres qui, n'ayant pas assez de cuisson, ne se dissolvent pas dans le bassin, et restent entières après que la chaux est éteinte et détrempée[M 3].
- bourre - Poil provenant des peaux tannées, qui servait à faire le blanc en bourre, étant amalgamée avec de la chaux, ou bien de la chaux mêlée d'argile[M 4].

## C
- Calcaire - Toute pierre que la calcination peut transformer en chaux. La pierre calcaire se dissout toujours complètement dans les acides faibles lorsqu'elle est pure ou seulement mélangée de carbonate de magnésie. Elle laisse au contraire un résidu lorsqu'elle contient de l'argile ou du sable ou divers oxydes métalliques. La présence de ces substances étrangères constitue plusieurs espèces que les minéralogistes distinguent en calcaires argileux (voire  marnes), arénacés, ferrugineux, manganésiens, bitumineux, fétides, etc. puis dans chacune de ces espèces viennent des variétés de forme et de tissu spécifiées sous les dénominations de compactes grossières, crayeuses, granulaires, lamellaires, schistoïdes, saccharoïdes, etc. Cette nomenclature a son utilité mais ce qu'il importe principalement au constructeur de savoir c'est que chaque espèce produit par la cuisson une chaux particulière distincte par son poids sa couleur son avidité pour l'eau et surtout par le degré de dureté ou de cohésion qu elle donne aux composés artificiels connus sous les noms de bétons et de mortiers[2], etc.
- Calcination -
- Carbonate de calcium (CaCO3) -  appelé aussi carbonate de chaux - Composé majeur des calcaires comme la craie, mais également le marbre, et la Coquille des mollusques. Aussi un mortier de chaux grasse (hydroxyde de calcium), retourné à l'état de calcaire par fixation du CO2. C'est la matière première dans la fabrication de la chaux vive.
- Chape - Anciennement enduit de mortier pour l'extrados des voûtes, ou pour le fond d'un bassin, d'une rivière, composé de chaux et de ciment[1] ordinaire, ou mêlé avec du ciment d'eau forte, et quelquefois mélangé de gros sable ou de petits cailloux[M 5].
- Chaux - Pierre calcinée et cuite dans un four, qu'on éteint et détrempe avec de l'eau, et que l'on mêle ensuite avec du sable ou du ciment[1] pour faire le mortier[M 6].
  - Voir les termes chaux aérienne, chaux commune, chaux éteinte, chaux grasse, chaux moyennement hydrauliques, chaux hydrauliques,, chaux éminemment hydrauliques, chaux limite, chaux maigre, chaux vive.
- Chaux fluatée, nom chimique précis mais désuet, proposé par René Just Haüy en 1801 pour la fluorine (du fluorure de calcium)
- Commune - Chaux commune - Chaux ne faisant pas prise sous eau[3], essentiellement une chaux grasse et aérienne.
- Ciment - Anciennement, tuiles, briques ou carreaux cassés et réduits en poudre[1],[M 6].
- Corroyer - Anciennement, pétrir la terre glaise avec les pieds ou au pilon. Corroyer le mortier, c'est mêler le sable et la chaux avec le rabot[M 7].
- Couleur - Les chaux grasses, les chaux maigres, et les chaux hydrauliques de tous les degrés peuvent être blanches, grises, fauves, rousses, etc.[4].

## D
- Défécation - Réaction chimique destinée à clarifier un liquide contenant des impuretés (ou sédiments) ; étape importante du raffinage du sucre de betterave, la défécation à la chaux consiste à chauffer le jus de betterave (vesou) à 60 °C et à y ajouter de la chaux[5]. le résultat prend le nom d' écume-chaux.
- Degré - Voir Degré d'hydraulicité
- Détremper la chaux, l'éteindre - Délayer de la chaux avec de l'eau pour l'employer ou pour pouvoir la conserver jusqu'à ce qu'on l'emploie[M 8].

## E
- Écume-chaux ou écume de sucrerie[6] ou écumes de défécation[7] - substance crayeuse issue de l'industrie sucrière et utilisée dans les grandes cultures comme amendement du sol[8].
- Énergie - Voir Hydraulicité
- Éteindre, Extinction - Délayer de la chaux avec de l'eau pour l'employer ou pour la pouvoir conserver jusqu'à ce qu'on l'emploie[M 8]. Toutes les chaux prises au sortir du four - les chaux vives - ou très peu de temps après et jetées dans un bassin plein d'eau éclatent avec bruit se gonflent (Voir Foisonnement) et tombent en bouillie avec un dégagement de chaleur qui produit une sorte d'ébullition. Ce phénomène varie d'intensité selon la nature de la chaux. Il est en général bien plus prononcé pour les chaux grasses que pour les chaux hydrauliques. L'extinction ainsi pratiquée prend le nom d'extinction ordinaire ou à grande eau. Ce matériau plastique à consistance de pâte est mêlé à des agrégats et constitue les mortiers de chaux. Vicat distingue aussi extinction sèche. Dans ce cas, la juste quantité d'eau est apportée et le résultat est une poudre - et extinction spontanée - extinction à l'air qui dure trois mois et qui n'est pas pratiquée pour cette raison[2].
- Éteinte - Chaux éteinte - Chaux vive que l'on a éteinte par ajout d'eau. Chimiquement parlant, c'est de l'hydroxyde de calcium.

## F
- Fusée - Chaux qui, d'elle-même et par vétusté, s'est réduite en poudre et n'est plus propre à être employée[M 9]. Pour être exact, selon Vicat, parvenues au terme de cette extinction naturelle, les chaux grasses font avec le sable de bien meilleurs mortiers que lorsqu'on les éteint artificiellement, mais la lenteur avec laquelle elles arrivent à ce terme ne permet pas d'y avoir recours dans les applications. Les chaux hydrauliques perdent par l'extinction spontanée la presque totalité de leurs propriétés spéciales[2].
- Fosse à chaux - Cavité fouillée carrément en terre, où l'on conserve la chaux éteinte[M 10].
- Foisonnement - Le renflement du volume de la chaux lorsqu'elle passe de l'état de Chaux Vive à celui de chaux réduite en pâte[M 10].

## G
- Gâcher - Détremper, délayer du plâtre ou du ciment[1] avec de l'eau, dans une auge éventuellement.
- Gras - Mortier où il y a beaucoup de chaux ; c'est aussi l'excès d'épaisseur dans une pierre ou dans l'ouverture d'un angle, dans le joint de lit d'un voussoir - Le défaut opposé s'appelle maigre[M 11].
- Grasse - Chaux grasse - Chaux formant lors de l'extinction dans l'eau, une pâte fine grasse et très foisonnante[3]. Les chaux grasses sont celles dont le volume peut être doublé et au-delà par l'extinction pratiquée à la manière ordinaire; dont la consistance après plusieurs années d'immersion est encore la même ou à peu près la même qu'au premier jour et qui se dissolvent jusqu'à la dernière parcelle dans une eau pure fréquemment renouvelée. Comme donnant des chaux grasses on retrouve des calcaires purs ou mélangés seulement de un à six pour cent de silice, alumine, magnésie, fer, etc. pris séparément ou deux à deux ou trois à trois, etc. et aussi les calcaires simplement bitumineux ou fétides[4]. Les chaux grasses obtenues à partir de calcaire très pure sont le matériau de prédilection des mortiers, jusqu'à la révolution industrielle.

## H
- Hydraulicité - Capacité d'une chaux à faire prise sous eau; Degré d'hydraulicité - D'après Louis Vicat, indice de classification des chaux. Leur énergie ou degré d'hydraulicité se mesure généralement par la quantité d'argile qu'elles renferment comparée à la chaux caustique représentée par l'unité. On distingue chaux éminemment (0,36 à 0,40), moyennement (0,30 et 0,36), ou faiblement hydrauliques (0,24 à 0,30), chiffres qui correspondent respectivement à des doses d'argile de 17 à 20 ou de 15 à 17 ou de 12 à 15 pour 100 parties de calcaire argileux[3]. Une chaux grasse et aérienne n'a donc que très peu ou pas d'énergie.
  - Chaux hydrauliques - D'après Louis Vicat, chaux formant lors de l'extinction dans l'eau, une pâte jouissant de la propriété de durcir dans ce liquide, ainsi que dans les lieux humides privés ou non privés d'air contrairement à ce qui se passe pour les chaux grasses et les chaux maigres. Ces qualités précieuses sont dues à l'argile qui imprègne les substances calcaires en proportions variables de 12 à 20%. La pâte qu'elles fournissent par l'extinction ordinaire n'est jamais aussi fine ni aussi foisonnante que celle des chaux grasses. Leur énergie ou degré d'hydraulicité se mesure généralement par la quantité d'argile qu'elles renferment comparée à la chaux caustique représentée par l'unité[3]. Les chaux hydrauliques font prise après six ou huit jours d'immersion et continuent à durcir. Les progrès de cette solidification s'étendre jusqu'au douzième mois quoique la plus grande partie travail soit faite après six mois. À cette époque déjà la dureté de chaux est comparable à celle de la pierre très tendre et l'eau ne l'attaque plus. Son foisonnement est constamment faible comme celui de chaux maigre. Comme donnant des chaux hydrauliques, on retrouve les calcaires mélangés avec silice, alumine, magnésie, fer et manganèse en proportions respectives variables limitées de quinze à dix huit pour cent pour la totalité et telles d'ailleurs que la silice ait toujours la prépondérance soit que les autres substances interviennent une à une soit qu'elles se présentent deux à deux , etc. le fer le manganèse et la magnésie peuvent manquer complètement[4].
  - Chaux moyennement hydrauliques - D'après Louis Vicat, les chaux moyennement hydrauliques font prise après quinze ou vingt jours d'immersion et continuent à durcir mais leurs progrès de viennent de plus en plus lents surtout après le sixième ou le huitième mois après un an leur consistance est comparable à celle du savon sec. Elles se dissolvent encore dans une eau pure mais avec beaucoup de difficulté. Leur foisonnement est variable; il atteint souvent le terme des chaux maigres sans s'élever jamais à celui des chaux grasses. Comme donnant des chaux moyennement hydrauliques on retrouve les calcaires mélangés avec silice à l'état de sable, magnésie, oxydes de fer et de manganèse en proportions respectives variables mais limitées de quinze à trente pour cent pour la totalité soit que ces principes interviennent un à un, ou deux à deux, ou trois à trois, ou tous ensemble[4].
  - Chaux éminemment hydrauliques - D'après Louis Vicat, les chaux éminemment hydrauliques font prise du deuxième au quatrième jour d'immersion. Après un mois elles sont déjà fort dures et tout à fait insolubles . Au sixième mois elles se comportent comme les pierres calcaires absorbantes dont le parement peut être layé. Elles donnent des éclats par le choc et présentent une cassure écailleuse. Leur foisonnement est constamment faible comme celui des chaux maigres. Comme donnant des chaux éminemment hydrauliques on retrouve les calcaires mélangés avec silice, alumine, magnésie, fer et manganèse en proportions respectives variables mais ordinairement limitées de vingt à vingt cinq pour cent pour la totalité; la silice dominant toujours au point de former quelquefois à elle seule plus de la moitié de l'ensemble et les autres substances pouvant n'intervenir qu'une à une ou deux à deux ou trois à trois « etc » il est fort rare qu'elles se présentent toutes à la fois. La magnésie et surtout le manganèse manquent très fréquemment[4].
- Hydroxyde de calcium - Voir Chaux éteinte

## L
- Lait de chaux (Eau de chaux) - De la chaux détrempée très-claire avec de l'eau, dont on se sert pour blanchir les murailles[M 12].
- Limite - limites des chaux - Chaux limite - D'après Louis Vicat, c'est la limite supérieure des chaux éminemment hydrauliques. Ce sont des chaux composée entre 20 et 23 parties d'argile pour 100 de calcaire qui n'ont aucune tenue dans l'eau ou à l'air. On ne peut tirer aucun parti[3].

## M
- Maigre - Chaux maigre - D'après Louis Vicat, chaux formant lors de l'extinction dans l'eau, une pâte courte, peu foisonnante, n'ayant ni le liant ni l'onctuosité des chaux grasses[3]. Les chaux maigres sont celles dont le volume n'augmente que peu ou pas du tout par l'extinction et qui du reste se comportent l'eau à peu près comme les chaux grasses avec cette différence cependant qu'elles ne s'y dissolvent que partiellement en laissant un résidu sans consistance. Comme donnant des chaux maigres on retrouve des calcaires mélangés avec silice à l'état de sable, magnésie, oxydes de fer et de manganèse, en proportions respectives variables mais limitées de quinze à trente pour cent pour la totalité, soit que ces principes interviennent un à un ou deux à deux ou trois à trois ou tous ensemble[4]. Les chaux peu foisonnantes faisant prise sous eau sont appelées à partir de Vicat « chaux hydrauliques ».
- Mortier - Composition de chaux et sable ou de ciment[1], par parties égales ou inégales, détrempées avec de l'eau et broyées, dont on se sert pour lier et joindre les pierres, les moellons, les meulières; Mortier gras - Mortier dans lequel il y a beaucoup de chaux[M 13]; Mortier maigre - Mortier dans lequel on a épargné la chaux[M 13].
  - Mortier hydraulqiue - D'après Vicat, mortiers destinés aux maçonneries placées dans l'eau; on les nomme aussi bétons. Si La chaux en est toujours la base essentielle on la mêle selon sa nature tantôt avec le sable seul tantôt avec le sable et la pouzzolane tantôt enfin avec la pouzzolane seule[3].
- Muid - Anciennement, mesure qui, pour la chaux, contient six futailles ou pièces de deux cent quarante pintes, et, pour le plâtre, trente-six sacs de chacun deux boisseaux[M 14].

## O
oxyde de calcium - Voir Chaux Vive

## P
- Pouzzolane - D'après Vicat, non seulement les produits volcaniques de l'Italie et de la France mais aussi toutes les substances analogues que l'on modifie par le feu des fourneaux et auxquelles on parvient à donner à très peu près les qualités des pouzzolanes naturelles. Il suit de là que les argiles ferrugineuses, les ocres, les schistes bleuâtres, la houille, le basalte, les laves, le grès ferrugineux, etc., sont autant de matières que le feu peu ramener à l'état des pouzzolanes volcaniques[3].

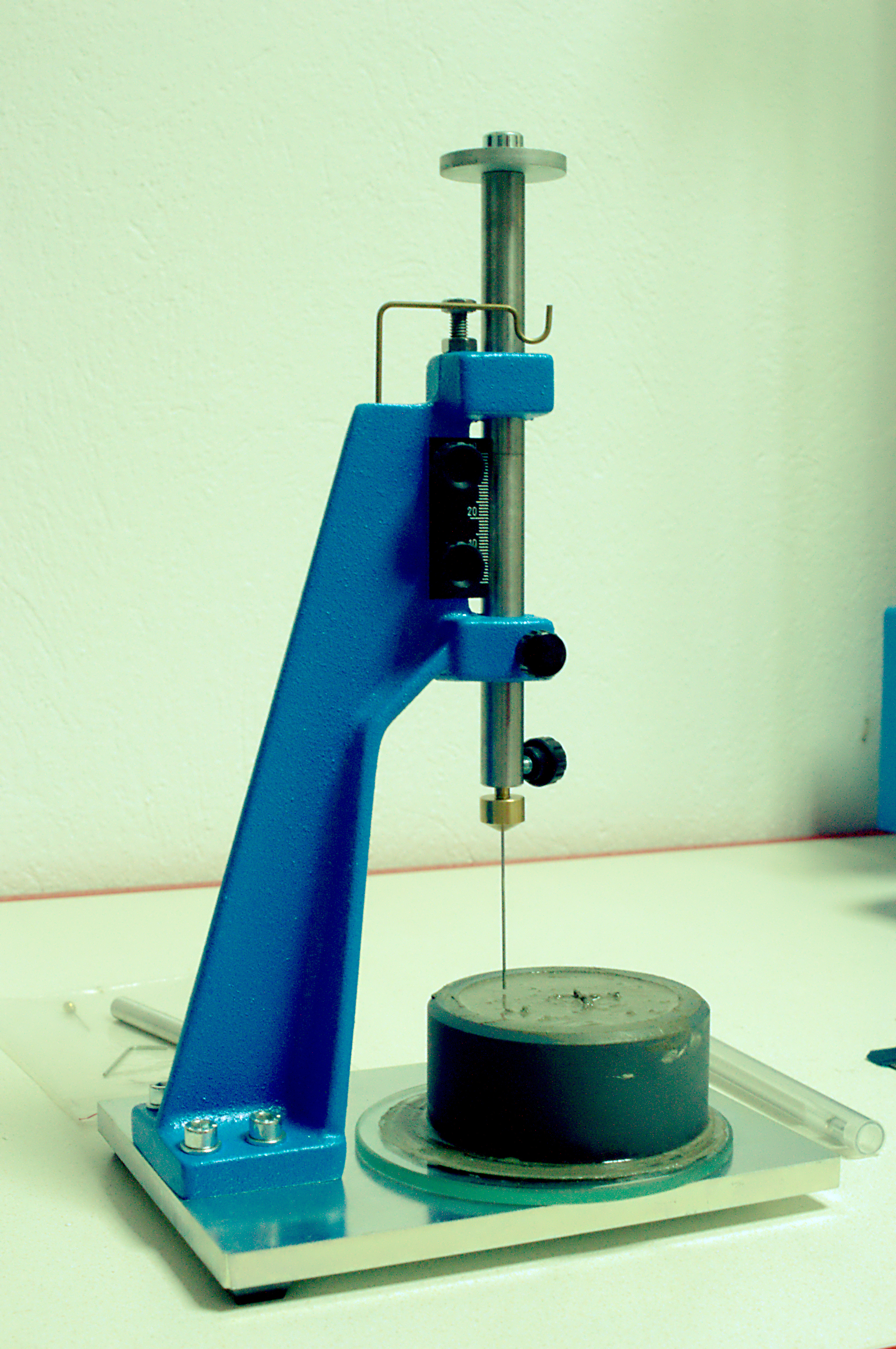
Appareil de Vicat successeur de l'aiguille de Vicat.

- Prise - D'après Vicat une chaux a fait prise quand elle porte sans dépression une aiguille à tricoter de 0,012 m de diamètre limée carrément à son extrémité et chargée d'un poids de 0,30 kg. En cet état la chaux résiste au doigt poussé avec la force moyenne du bras elle ne peut plus changer de forme sans se briser[4] (Voir aussi Point de ramollissement Vicat).

## R
- Rabot - Morceau de bois arrondi emmanché au bout d'un bâton, dont on se sert pour détremper la chaux dans sa fusion et corroyer le mortier[M 15]
- Rocaille - Assemblage de plusieurs coquillages avec des pierres inégales, ou bien de la meulière cuite, qui est divisée en petits morceaux, et qu'on scelle sur un crépi avec du mortier de chaux et de ciment[1] aux soubassements des murs ou sur des trumeaux pour former l'architecture rustique; Rocailleur - Ouvrier qui met les rocailles en œuvre, et qui fait des grottes, des fontaines, des rochers, des rivières, etc[M 16].

## S
- Sable - Sorte de gravier fort mince, qui consiste en un nombre de petits cailloux de différentes formes et de différentes couleurs, comme blancs, jaunes, rouges et noirs, utilisés comme agrégat, mélangé à un liant comme la chaux ou le ciment[1]: On distingue deux sortes de sables: Sable de mer ou de rivière- Le meilleur pour faire le mortier; Sable de terrain ou de sablonnière - On le trouve dans de certains cantons, dans le milieu des champs - Il est le moins propre à faire du bon mortier[M 17].; Sablière - Lieu où l'on tire le sable de terrain[M 18]; Sablon - Sable extrêmement fin, ordinairement blanc, qui s'emploie de même à faire le mortier, et qui vaut mieux que de certains sables de terrain[M 18].
- Chaux sodée - Mélange d'hydroxyde de calcium en poudre et de solution concentrée d'hydroxyde de sodium, dont la propriété principale est la forte absorption de CO2

## T
- Tuileau - Morceau de tuile cassée: Anciennement, on se servait des fragments de tuiles pour faire les voûtes de four, les contre-cœurs des cheminées, pour faire des lancis dans des murs de moellons dégradés et des scellements: avec ces débris que l'on fait le meilleur ciment[1],[M 19].

## V
- Vive - Chaux vive - Pierres pulvérulentes en surface obtenues par calcination de pierres calcaires. Chimiquement parlant c'est de l'oxyde de calcium.